# Famille de Birague
La famille de Birague (en italien Birago ou Biraghi) est une famille d'origine milanaise passée au service des rois de France à l'époque des guerres d'Italie.

## Historique
Selon la Nuova enciclopedia italiana, la famille est mentionnée depuis le Xe siècle. Elle tire son nom de la ville de Birago (Lentate sul Seveso), au nord de Milan.
La famille de Birague est originaire du Milanais et certains de ses membres ont dû quitter ce pays à cause de leur appui au roi de France et à l'opposition de Ludovic Sforza qui en a résulté.
François Ier accueille la famille en leur donnant diverses fonctions militaires et administratives en Italie et en France.

## Personnalités
- Pierre de Birague, seigneur d'Ottabiano, épouse Angela Lampugnani, fille de Princivalle Lampugnani et Caterina Spinola[2].
  - Giangiacomo Galeazzo de Birague, dit Galéas (1470-1540). Ambassadeur de Ludovic Sforza auprès de Charles-Quint. Il combat pour le roi de France François Ier en prenant la ville de Valence sur le Pô en 1523, puis il quitte le parti du roi pour se rapprocher de l'empereur. Il est alors nommé gouverneur de Pavie que le comte de Saint-Pol lui reprend. Il épouse Antonia de Trivulce, sœur du maréchal de France Jacques de Trivulce.
    - François de Birague), d'abord au service de François Ier puis au service de l'Espagne.
    - René de Birague (1506-1583), surintendant des finances, chancelier de France et cardinal. Il épouse Valentine Balbiani (Chiari, 1518 - Paris, 1572).
      - Françoise de Birague, épouse le maréchal de Bourdillon, puis Jean de Laval-Montmorency, marquis de Nesle, et, en troisièmes noces Jacques II d'Aubijoux, fils de Louis d'Amboise d'Aubijoux.

  - César de Birague, grand chambellan du duc de Milan. Il épouse Laure de Turianne.
    - Ludovic de Birague (1509-1572), militaire.
    - Jérôme de Birague épouse (le couple a douze enfants).
      - François de Birague, gentilhomme de la chambre du roi Charles IX et capitaine de cinquante hommes d'armes de ses ordonnances. Il épouse Jeanne de la Pommeraie, dame d'Entrammes et devient baron d'Entrammes.
        - René de Birague, chevalier, baron d'Entrammes, Montigné et de la Morlaye. Il épouse  Françoise d'Erbrée.
        - Madeleine de Birague, épouse, en 1609, Jean du Buat de Brassé, seigneur de la Subrardière[3].
          - Jean Jacques de Birague (30 août 1613-1658), baron d'Entrammes, seigneur de Montigny et Loutagerie, connu sous le nom de marquis de Birague, lieutenant de l'artillerie en 1654. Il épouse Julienne de Beaumanoir.

    - Charles de Birague (après 1509-1591), homme de guerre.
      - Flaminio de Birague, militaire et poète.
      - Gaspard de Birague, abbé de Souvigny, puis abbé de Longpont en 1583.

## Blason

Blason de la famille de Birague d'Entrammes.

Les armes de la famille se blasonnent ainsi : D'argent à trois fasces brètées de gueules chargées chacune de cinq trèfles d’or et la devise est : Jubet agnus aris.

## Hommages
La rue de Birague est une voie de Paris. Elle porte le nom du cardinal René de Birague (1506-1583), chancelier de France, qui possédait un hôtel particulier à proximité.

## Pour approfondir